# 肖尼霍鎮區 (北卡羅萊納州沃托加縣)
肖尼霍鎮區（英語：Shawneehaw Township）是位於美國北卡羅萊納州沃托加縣的一個鎮區。

## 地方資料
肖尼霍鎮區的面積為32.89平方千米，皆為陸地。根據2020年美國人口普查的數據，當地共有人口870人，而人口密度為每平方千米26.45人。